# Сканде
Сканде (груз. სკანდე), также известное как Сканда (груз. სკანდა), — деревня, относящаяся к Тержольскому муниципалитету (Имеретия, Грузия). Она расположена в западной части страны, в небольшой долине реки Чхари, являющейся частью речной системы Квирилы, в около 15 км к северо-востоку от города Тержола. По данным переписи 2014 года население Сканди составляло 434 человека.
В Сканде расположены руины крепости, известной как Сканда или Скандеис у византийских авторов эпохи поздней античности. Она была одним из опорных пунктов, за который боролись Византия и Государство Сасанидов во время их конфликтов в Эгриси. Она сохраняла своё значение как одна из ключевых крепостей Имеретинского царства вплоть до начала XIX века.

## История

### Поздняя античность
Сканда упоминается в византийских источниках, таких как «Новые конституции» императора Юстиниана I и исторические сочинения о его эпохе Прокопия Кесарийского и Менандра Протектора, как крепость в глубине Эгриси, царства на Чёрном море, оспариваемого между Восточной Римской и Сасанидской империями. Крепость Сканда вместе с крепостью Шорапани располагалась на труднопроходимой местности, таким образом охраняя восточные подступы к стране, у самой границы Иберии. Около 522 года, вскоре после того, как Эгриси стала вассальным царством Византийской империи, его гарнизоны, расположенные в этих двух пограничных опорных пунктах были заменены имперскими войсками, которые однако вскоре покинули их из-за трудностей со своим снабжением. В свою очередь сасанидские войска пришли в движения и продолжали занимать крепости вплоть до заключения «Вечного мира» в 532 году. Эгриси уничтожили Сканду и Шорапани, чтобы лишить сасанидские войска возможности использовать их в будущем, но, поскольку боевые действия возобновились в Эгриси, персы восстановили Сканду в 551 году и удерживали её в течение почти 25 лет.

### Средние века и Новое время
Письменные свидетельства о Сканде в эпоху Высокого Средневековья скудны. Объединение в начале XI века Грузинского царства, частью которого были бывшие территории Эгриси и Иберии, лишило Сканду её былого стратегического значения как пограничной крепости. К середине XV века, когда Имеретинское царство обрело независимость в ходе раздираемой войной Грузии, Сканда вновь приобрела важное значение. Помимо местных исторических документов, она также упоминалась иноземными гостями Грузии, такими как Иосафат Барбаро и Амброджо Контарини в 1470-х годах, Никифор Толочанов и Алексей Евлиев в 1650-х годах, Жан Шарден в 1660-х годах и Иоганн Антон Гюльденштедт в 1770-х годах. Сканда служила полем битвы в серии междоусобных конфликтов, которые преследовали страну с XVI века по XVIII век.
Русские посланники Толочанов и Евлиев, посетившие Имерети в 1650-е годы, побывали в Сканде несколько раз, тогда служившей любимой летней резиденцией Александра III царя Имеретии, и описали её как хорошо построенную крепость на холме в долине бурной реки, окружённую кирпичной стеной 20 метров в высоту и длиной в 600 метров, укреплённую четырьмя башнями с пушками. У стен располагался трёхэтажный дворец, церковь святого Георга и царская казна. В следующем десятилетии француз Жан Шарден нашёл Сканду уже в состоянии упадка. Позднее она была восстановлена властями Имеретии. Вахушти Багратиони, грузинский историк, составивший свою географию Грузии в 1745 году, описал Сканде место расположения царского дворца и «Великую цитадель внушительной конструкции». После русского завоевания Имеретии в 1810 году крепость Сканде была заброшена и вскоре превратилась в руины. В 1830-х годах швейцарский исследователь Фредерик Дюбуа де Монперье описал Сканде «не более, чем руины, давно покинутые».

## Крепость Сканда
Руины крепости Сканде расположены к северу от одноимённой деревни, на холме между двумя ручьями (42°16′06″ с. ш. 43°02′46″ в. д.). Занимаемая ими площадь составляет 7 000 м², а в высоту она достигает 120 м. Относительно лучше сохранились восточный фасад царского дворца и стены церкви, на которых сохранилась надпись на грузинском языке. Памятник изучался археологами в 1949 и 1995 годах. Большинство обнаруженных материалов относятся к позднему Средневековью. Самые ранние сооружения крепости были датированы исследователем Сканды Леквинадзе IV веком. Комплекс Сканде был внесён правительством Грузии в список недвижимых памятников культуры национального значения Грузии.

## Население
По данным национальной переписи 2014 года население Сканде составляло 434 человека. Подавляющее большинство из них (99 %) составляют этнические грузины.
| Население | Перепись 2002 года | Перепись 2014 года |
| --------- | ------------------ | ------------------ |
| Всего     | 561                | 434                |